# Plethodon chattahoochee
Espèce
Plethodon chattahoochee est une espèce d'urodèles de la famille des Plethodontidae.

## Répartition
Cette espèce est endémique d'Amérique du Nord. Elle se rencontre aux États-Unis dans le nord de la Géorgie dans la forêt nationale de Chattahoochee et en Caroline du Nord dans le comté de Cherokee.

## Étymologie
Cette espèce est nommée en référence au lieu de sa découverte, la forêt nationale de Chattahoochee.

## Publication originale
- Highton, Maha & Maxson, 1989 : Biochemical evolution in the Slimy Salamanders of the Plethodon glutinosus complex in the eastern United States. Illinois Biological Monographs, vol. 57, p. 1-153 (texte intégral).